# Ipatinga Futebol Clube
Maillots
Actualités
Dernière mise à jour : 19 avril 2020.
Le Ipatinga Futebol Clube est un club brésilien de football basé à Ipatinga dans l'État du Minas Gerais.

## Palmarès
- Championnat du Brésil de Série C :
  - Vice-champion : 2007

- Championnat du Minas Gerais :
  - Champion : 2005

- Taça Minas Gerais (en) :
  - Vainqueur : 2004